# Cora (üzletlánc)
A Cora a belga Louis Delhaize-csoport hipermarket-hálózatának márkaneve, a hálózat székhelye Belgiumban, Jumetben van. A Cora utolsóként, Belgiumban 7 hipermarketet üzemeltet, amelyeket 2026 elején be fog zárni. A Cora Hipermarket tulajdonosának, a Louis Delhaize Group közlése szerint a hipermarket ingatlanjait a Mitiska REIM veszi majd át.
A kiskereskedelmi hálózatot a belga többségi tulajdonos 1968-ban alapította a francia Carrefourral szoros együttműködésben. Az alapítás után dinamikusan terjeszkedő, több nagy felvásárlást végrehajtó hipermarket-lánc a 2000-es évek közepén vált teljesen a Louis Delhaize-csoport tulajdonává.
A Cora a magyar nyelvterületen is ismert márkanév volt. Első magyarországi üzletét kelet-európai pozíciófoglalásának első állomásaként 1997. május 8-án nyitotta meg Törökbálinton, későbbi a romániai befektetései révén megjelent a Kárpát-medence keleti területein is. 2012-ben a vállalat távozott Magyarországról, de Romániában folytatta dinamikus terjeszkedését. Azonban 2023-2024-ben a Cora Romániából, Franciaországból és Luxemburgból is kivonult. A Cora hipermarket lánc jelenleg már csak Belgiumban van jelen 7 hipermarkettel Vallóniában és Brüsszelben.

## A Cora globális tevékenysége

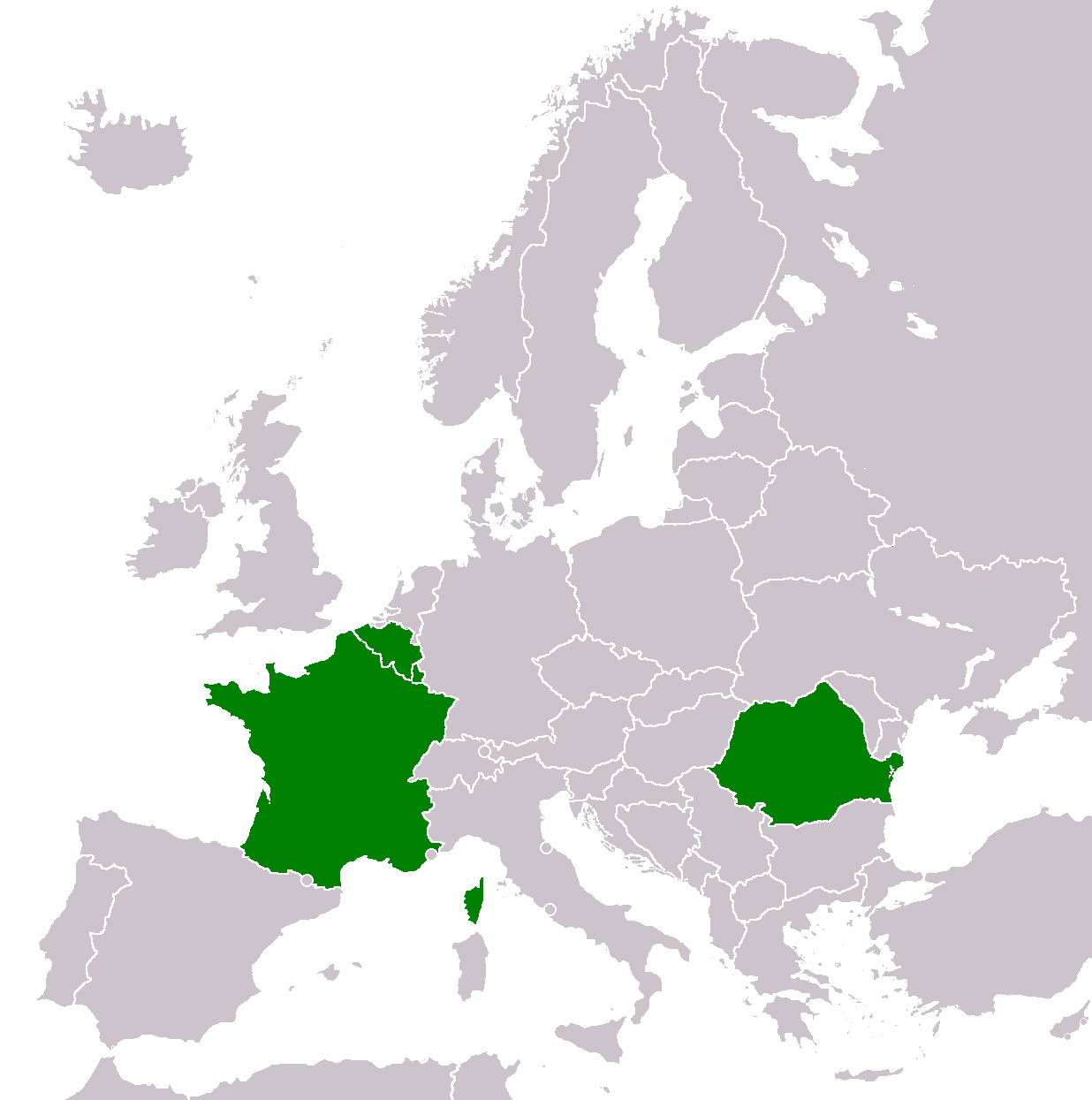
A Cora tevékenységi területe 2012-től 2024-ig manapság már csak Belgiumban vannak jelen.

### Terjeszkedés Nyugat-Európában
Nyugat-Európában az 1950-es években kezdett meghonosodni az amerikai stílusú, nagy bevásárlótérrel rendelkező, nem pusztán élelmiszert kínáló, főként autós bevásárlásra alkalmas áruház, az ún. hipermarket. A gyorsan fejlődő piacon a belga Louis Delhaize-csoport is szerepet vállalt, megalapítván saját hipermarket-márkáját a Cora-t. A Cora által üzemeltetett nagyáruházak 1969-ben jelentek meg Franciaországban, az első Garges-lès-Gonesse-ben, ám ezek még nem viselték a Cora márkanevet. Áruházainak népszerűbbé tételéhez ugyanis a Louis Delhaize-csoport szerződést kötött a korszak legnagyobb és legsikeresebb francia hipermarket-üzemeltetőjével, a Carrefourral, így a vállalat életének első négy évében a saját áruházak a versenytárs márkanevét viselték. A franchise 1974-es lejártakor változott át a vállalat 10 belga és francia egysége Cora áruházzá. A franciaországi és belgiumi vállalat azonban eltérő tulajdonosi szerkezettel működött. Míg belgiumi Cora 100%-a Louis Delhaize-csoport kezében volt, addig a franciaországi vállalkozás 42%-át az egyszerre vetélytárs és partner Carrefour ellenőrizte.
Az áruházak kezdetben nagy szabadságot adtak dolgozóiknak: az egyes üzemegységek vezetői szabadon dönthettek, hogy miként szeretnék a helyi piac sajátos igényeit kielégíteni. Az áruházlánc a korszak kedvező körülményei között gyorsan növekedett, hamarosan megjelent Luxemburgban is. A saját üzletek építése mellett a Cora rendszeresen vásárolta fel nehézségekkel küzdő versenytársainak boltjait, jelentősen növelve ezzel jelenlétét a francia piacon. Az első nagyobb akvizíciót 1984-ben a Radar nevű hálózat 15 franciaországi boltjának megszerzése jelentette. 1989-ben kebelezte be a Société européenne des supermarchés hét kelet-franciaországi Record márkanevű nagyáruházát, majd 1997-ben a Bresson-csoport 3 Mammouth áruházát halászta el a konkurens Auchan elől.
Az 1990-es évek végén érkezett el a Carrefour és a Cora franciaországi együttműködésének vége. A Cora közös vállalatot alapított a Carrefour régi riválisával, a francia Casinóval és létrehozták Franciaország harmadik legnagyobb árubeszerző ügynökségét, az Operát. 2001-ben a Carrefour eladta a franciaországi vállalat 42%-os üzletrészét a német Deutsche Banknak. Valóságos üzleti háborúhoz vezetett, amikor egy évvel később a német bank a birtokába került üzletrészt a Casino üzletlánc kezére játszotta. Az üzletet megakadályozni szándékozó Louis Delhaize-csoport ettől kezdve folyamatosan szabadulni szeretett volna a túlságosan rátelepedő üzleti partnertől. (E célból alakították meg a Franciaországban is a Proverát, a Cora saját árubeszerző ügynökségét.) Az önállósodásra 2006-ban nyílt meg a lehetőség, amikor az árháborúban nehéz helyzetbe került Casino eladta üzletrészét a Louis Delhaize-csoportnak. Az egyeduralkodóvá vált tulajdonos hamarosan egyesítette francia és belga vállalkozását.
2023-ban a Louis Delhaize a Cora és a Match áruházait a Carrefournak adta el Franciaországban. Majd 2024 Novemberében az összes Cora áruházat Carrefourrá alakították át. A Louis Delhaize másik márkájának az üzletei a Match és Smatchnek áruházai azonban továbbra is Smatch néven működnek Franciaországban.
2024-ben Luxemburgban a 2 Cora hipermarketet az E.Leclerc-nek adták el. Emellett a Louis Delhaize másik márkájának az üzleteit, az összes 12 Match és 13 Smatch áruházat is eladták az E.Leclerc-nek.
Jelenleg a Cora Belgiumban folytat kereskedelmi tevékenységet. A Louis Delhaize csoport emellett Franciaországban a Truffaut kertészeti lánccal és a houra.fr e-kereskedelmi webáruházzal van jelen Franciaországban. 2025-ig a Louis Delhaize márkájú kisboltokkal is jelen volt a cégcsoport de a legtöbb (összesen 325) kisboltjukat eladták 2025 januárjában a Delhaize cégcsoportnak amelyik ugyanattól az alapító családtól származik akik a Louis Delhaize-t is alapították, de a Louis Delhaize üzletek márka neve továbbra is megmarad.

### Szerepvállalás Kelet-Európában
A Louis Delhaize-csoport az 1989-es kelet-európai rendszerváltások után kezdett érdeklődni a térségben való terjeszkedés iránt. Elsőként a magyarországi megjelenés realizálódott 1995-ben, mivel itt már a Közért egy részlegének „spontán privatizációs” megszerzésével jelen volt az országban. Az első magyarországi üzlet 1997-es megnyitását további hat megnyitása követte, ám 2004-re a nagyon erős magyarországi verseny miatt a terjeszkedés megrekedt az országban. A magyarországi lehetőségek beszűkülésével egy időben fordult a Cora Románia felé. Itt előbb Bukarest környékén építettek három nagyáruházat, majd az ország nagyvárosai környezetében terjeszkedtek; 2012-re az országban 10 Cora márkanevet viselő hipermarket működött. A cég tevékenységének súlypontja Románia felé tolódott: 2011-ben bejelentették magyar bolthálózatuk felszámolását, ezzel egy időben szerződést kötöttek az EBRD-vel 17 új romániai áruház építésének finanszírozásáról.
2023-ban a Cora bejelentette kivonulását a román piacról és egységeit a Carrefour vette át.
2025. áprilisában a Cora bejelentette, hogy 2026-ig bezárja a még megmaradt 7 belgiumi hipermarketjét.

### A Cora márkanév tengeren túli területeken

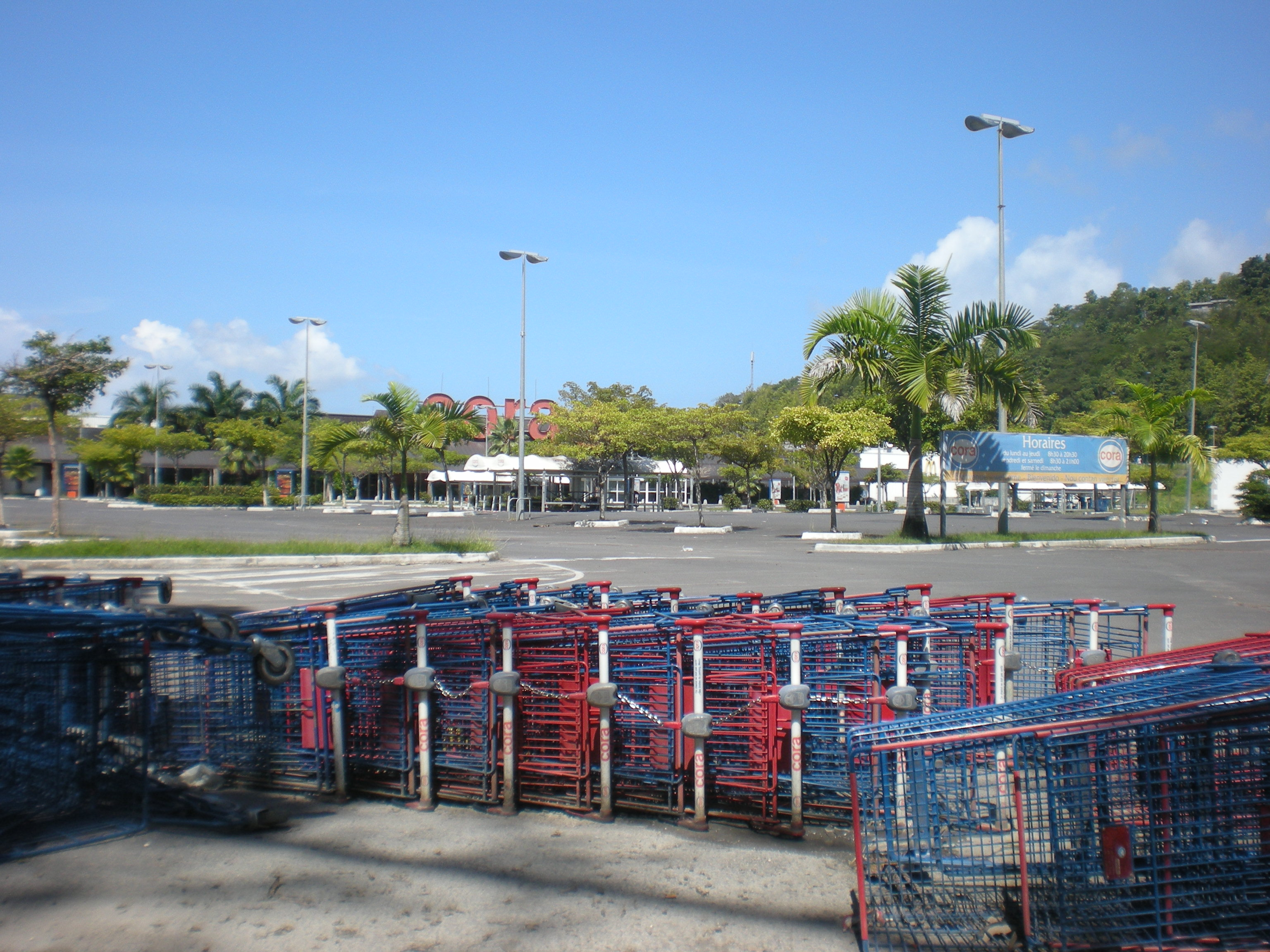
Egy Cora áruház a 2009-es guadeloupei zavargások napjaiban

A márkanév 2000-ben jelent meg a Franciaország dél-amerikai birtokain, miután a Delhaize-csoport felvásárolta a helyi Primisteres Reynoird céget és annak üzleteit saját arculatára alakította át. A Cora márkanév az ezredforduló idején Ázsiában is jelen volt. A franciaországi Cora üzleteket áruval ellátó Opera ügynökség társtulajdonosa, a Casino (akkor még Bourbon néven) törekedett a vietnámi piacon történő megjelenésre. A Bourbon megszerezte a jogot, hogy Vietnámban Cora márkanéven építsen saját bolthálózatot. 2001 és 2004 között négy vietnámi áruház viselte a márkanevet, de a Casino és Louis Delhaize-csoport európai konfliktusa során a franchise jogot 2004 utánra már nem újították meg. 2004 után az országban lévő áruházakat más márkák arculatára alakították át.

## A Cora magyarországi története

### Terjeszkedés Magyarországon

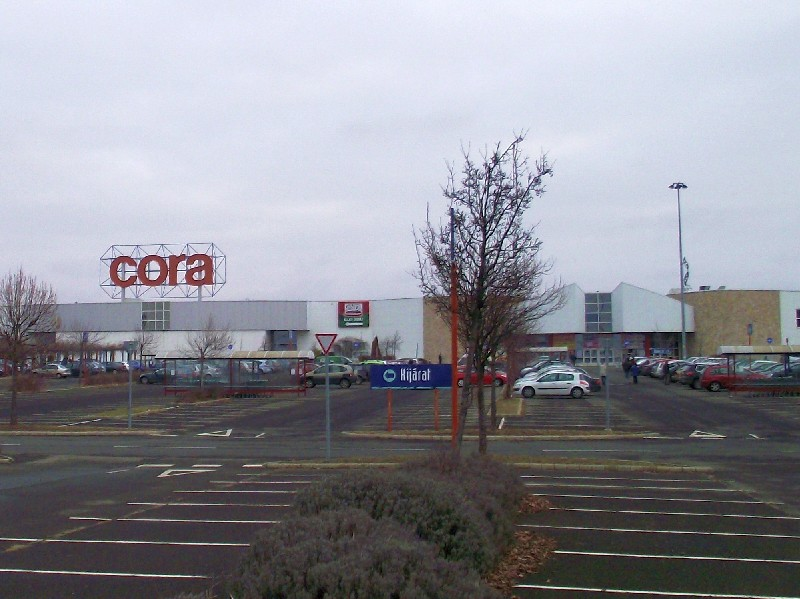
A fóti Cora áruház volt a harmadik és egyben legnagyobb magyarországi létesítmény

A Cora magyarországi hipermarketeit franchise rendszerben üzemeltette az 1995-ben megalapított Magyar Hipermarket Kft., amely a nemzetközi vállalatcsoport tulajdonában állt. A Magyar Hipermarket Kft. az 1990-es évek közepétől vásárolt nagy területeket a magyarországi nagyvárosok bevezető útjai, többnyire autópályák mentén. A Cora a nagy versenytárs Tesco után kezdte meg pozíciófoglalását, az ideális üzletegységenkénti méretet a vetélytárs területének kétszeresében állapították meg. Az első áruház építését 1996-ban kezdték az M0-s autóút törökbálinti szakasza mellett. Az építkezéssel egy időben zajlott a fogyasztópiac felmérése és a felvett munkatársak franciaországi betanítása. 1997 áprilisára a Magyar Hipermarket Kft-nek már 700-nál több dolgozója volt. A következő években a cégcsoport további két áruházat nyitott a budapesti agglomerációban (Budakalászon és Fóton), majd Szegeden az első vidéki üzletközpontját is. Az áruház terjeszkedési tervei 2002-ben voltak a csúcson, ekkoriban 12 nagy eladóterű üzletközpontot terveztek nyitni Magyarországon. 2000 után azonban a nagy üzletláncok elérték piaci lehetőségeik felső határát, a terjeszkedés irama így lassulni kezdett, majd 2004 után teljesen leállt. Az utolsóként megnyitott magyarországi Cora hipermarket a szolnoki volt. A Magyar Hipermarket Kft. ugyan több vidéki városban is (pl. Pécsen, Kecskeméten) vásárolt építési telket, de az új áruházak felépítésére már nem volt meg a pénzügyi kapacitása.
A Louis Delhaize-csoport 2001-ben hozta létre az érdekeltségébe tartozó magyarországi üzletláncok közös árubeszerző ügynökségét, a Provera Kft.-t. Ettől az évtől kezdve a Cora áruellátását a Match és Profi boltokkal együtt ez a cég végezte. A közös árubeszerző részleg révén a Cora a viszonylagosan kicsi üzletszáma ellenére is érvényesíteni tudta árpolitikai érdekeit a beszállítóival szemben.

### Egyre élesedő versenyben
A Cora nem számított az árversenyt leginkább kiélező bolthálózatok közé, a versenyben a 2000-es évek elején kifejezetten a minőségi árukkal és nagy választékával kívánt részt venni. A bolthálózat hírnevére azonban több fogyasztóvédelmi botrány is árnyékot vetett, ezek közül a legemlékezetesebb a törökbálinti üzemegységet érintette, itt a hatóságok a higiénés körülmények miatt három részleget zárattak be. Kellemetlenül érintette a vállalkozást a mérgezett marokkói importpaprika-botrány kirobbanása. Több alkalommal a szürkemarha-tenyésztők kezdeményeztek eljárást a vállalat ellen, mert az szürkemarhaként árulta másfajta szarvasmarhák húsát. 2007-ben az üzletlánc a magyar kiskereskedelmi piac forgalmának mindössze 3,7%-át birtokolta, igaz áruházai a konkurens láncok üzleteinél jóval magasabb hatásfokkal üzemeltek: egy áruház átlagosan 17 milliárd forintos forgalmat ért el.
A Cora Magyarországon több kísérletet is tett elmozdulásra a hagyományos kiskereskedelemtől. Ennek keretében biztosítási és pénzügyi termékek értékesítésébe kezdtek, illetve a Tesco-hoz hasonlóan megpróbálkoztak az üzemanyag-értékesítéssel is. Ez utóbbi nem hozott sikert, a törökbálinti kút megnyitását nem követték újabbak.
Az élesedő versenyben egyre több falba ütköző áruházlánc eladásáról már 2005-ben találgatások jelentek meg a sajtóban, ekkor az amerikai Wal-Mart üzletláncot jelölték meg felvásárlóként. 2010-re már egyértelművé váltak a hanyatlás jelei. A Cora áruházak forgalma 10%-kal esett vissza 2003-hoz képest, miközben 3,6 milliárd forintos működési veszteséget szenvedett; nehéz helyzetben voltak a Louis Delhaize-csoport egyéb magyarországi érdekeltségei is. 2011 nyarán a tulajdonos megelégelte a magyarországi vállalatcsoport folyamatos veszteségeit és a kivonulás mellett döntött.

### Kivonulás a magyar piacról
2011 késő őszén már igen előrehaladott tárgyalások folytak a magyar CBA üzletlánccal a Cora magyarországi egységeinek átvételéről. Az értékesítés felvezetéseként a Louis Delhaize Csoport megszüntette három magyarországi áruházláncának közös beszerzési tevékenységét végző cégét, a Provera Kft-t. A vevő végül mégsem a CBA lett. 2011. december 28-án az az Auchan jelentette be, hogy megállapodást kötött a Louis Delhaize Csoporttal annak hét magyarországi Cora hipermarketének az Auchan számára történő értékesítéséről. A bekebelezéssel az üzletei számát 19-re növelő Auchan valamennyi egységet megtartotta, és vállalta a Cora dolgozóinak továbbfoglalkoztatását is. Az Auchan az ügylettel hozzájutott a Cora Békéscsaba, Kecskemét és Pécs mellett lévő építési telkeihez is.
2012. április 27-én írták alá a szerződést a Cora áruházakat működtető Magyar Hipermarket Kereskedelmi Kft. és az Auchan Magyarország Kft. képviselői, ettől a naptól fogva a magyarországi Cora-áruházakat az Auchan üzemelteti. Az Auchan 2012 őszéig fokozatosan a saját márkanevét és arculatát vezette be az egykori Cora üzletekben. A Cora márkanév a törökbálinti áruház átalakításával tűnt el Magyarországról. Az új tulajdonos töröltette a Cora egykori jelenlétére utaló internetes címeket is.

### Egykori Cora áruházak Magyarországon
| # | Nyitás időpontja    | Eladótér nagysága (m²) | Város       | Benzinkút | Tömegközlekedés        | Megjegyzés                                                |
| - | ------------------- | ---------------------- | ----------- | --------- | ---------------------- | --------------------------------------------------------- |
| 1 | 1997. május 8.      | 13 000                 | Törökbálint |           | Cora busz, 140-es busz | Épületében 2012. szeptember 28-tól Auchan áruház működik. |
| 2 | 1998. június 4.     | 14 073                 | Budakalász  |           | Cora busz, 204-es busz | Épületében 2012. szeptember 7-től Auchan áruház működik.  |
| 3 | 1999. augusztus 25. | 15 000                 | Fót         |           | Volánbusz              | Épületében 2012. augusztus 24-től Auchan áruház működik.  |
| 4 | 1999. november 4.   | 11 070                 | Szeged      |           | 79-es busz, Cora járat | Épületében 2012. szeptember 13-tól Auchan áruház működik. |
| 5 | 2000. október 25.   | 11 500                 | Miskolc     |           | 44-es busz, Cora járat | Épületében 2012. szeptember 21-től Auchan áruház működik. |
| 6 | 2002. október 25.   | 11 500                 | Debrecen    |           | Cora járatok           | Épületében 2012. szeptember 27-től Auchan áruház működik. |
| 7 | 2004. május 19.     | 8 420                  | Szolnok     |           | 17Y busz               | Épületében 2012. szeptember 14-től Auchan áruház működik. |